# Roger Conti
Roger Conti (* 8. Februar 1901 in Pardies, Pyrénées-Atlantiques, Frankreich; † 14. Juli 1995) war ein professioneller französischer Karambolagespieler, der sich auf alle Disziplinen verstand. Als Profispieler war es ihm nicht erlaubt an den Turnieren der Union Internationale des Fédérations des Amateurs de Billard (UIFAB) teilzunehmen. Die Trennung zwischen Amateur- und Profispielern löste sich erst viel später auf, ein genaues Datum gibt es nicht. Auf Contis Profiwissen und Können wollte die UIFAB jedoch nicht verzichten und holte ihn 1932 als Schiedsrichter zur Kunststoß-Weltmeisterschaft nach Lille.

## Biografie
Conti bezog seine Sekundarausbildung in den Collèges de Pau und Toulouse, wo die Leidenschaft fürs Billard zu wachsen begann. Er beginnt in Tarbes  wo seine Eltern ein Café hatten, Billard zu spielen. Während des Studiums der Mechanik wurden ihm schnell die Prinzipien der Mechanik klar (die Gesten, die verschiedenen Positionen des Körpers, je nach dem auszuführenden Punkt), er verstand die Bedeutung der Konstruktion einer Serie in den verschiedenen Cadredisziplinen (47/2, 71/2, 47/1) erfolgreich einzusetzen. Er war auf der Grundlage der Prinzipien an das Dessin herangegangen.
Schnell zog Conti nach Toulouse, wo später eine Akademie seinen Namen tragen sollte. Sie ist seit dem 10. Dezember 2011 geschlossen. Heute würdigt nur noch die Brauerei „Le Conti“ in Toulouse seinen Namen!
Mit 19 Jahren wurde er Profi und gab sein Debüt in Paris, wo er für Aufsehen sorgte, indem er die französischen Rekorde im 45/2 Cadre brach. Im selben Jahr nahm er in den USA an der „Pro“-Weltmeisterschaft teil und belegte Platz drei. Er war der Einzige, der dem Sieger Jacob Schaefer junior eine Niederlage zufügte. Am 24. Dezember 1924 wurde er Europameister im Cadre 45/2 mit einem Gesamtdurchschnitt von 166,66 und einer Höchstserie (HS) von 477. 1933 gewann Conti die erste professionelle Weltmeisterschaft im Cadre 71/2 im „Billard Palace“ in Paris, mit 11 Siegen und einem Generaldurchschnitt (GD) von 40 und mit einem Einzeldurchschnitt (ED) von 150 (300 Punkte in 2 Aufnahmen), einer HS von 272 Punkten.
Ein schmerzhafter Ischiasanfall unterbrach seine Karriere für ein Jahr, aber schon kurz nach seiner Genesung nahm er wieder an Weltturnieren teil und siegte erneut.
Vom 14. bis 26. März 1938 wurde im „Grand Hôtel de Paris“ eine Dreiband-Weltmeisterschaft veranstaltet. Bis dahin wurden die Dreiband-Weltmeisterschaften der Profis von den US-Amerikanern beherrscht. Roger Conti kann die führenden Amerikaner Welker Cochran und Schaefer junior schlagen und wird mit 14 Matchpunkten Weltmeister. Mit einem GD von 1,103 und einer HS von 14 hält er auch diese Turnierrekorde, sein bester ED war 1,470. Es war die letzte professionelle Weltmeisterschaft, die im Dreiband ausgetragen wurde.
Contis außergewöhnliche Fähigkeiten und Leistungen beschreiben die Autoren Zéno Bianu, Jean-Michel Varenne und Marc de Smect in ihrem Buch „L'Esprit des jeux“ folgendermaßen:

« Pour donner une idée de la maîtrise exigée des joueurs: Il faut citer la plus fabuleuse partie de billard qui soit demeurée dans les annales. Celle qui opposa, en 1946 à la salle Wagram, à Paris (75), le professionnel Belge François GLINEUR, au champion du monde Roger Conti, sans doute le plus grand joueur de tous les temps de par sa technique. Le match au cadre 45/2 fut joué en 4000 points, à raison de 400 points pour chaque joueur pendant cinq jours. La partie ayant commencé sous le signe de la prudence, rien ne laissait présager une série historique. Le deuxième jour, Conti avait fini son relais de 400 sur une série de 123.C'est alors que le match bascula. Le troisième jour, il fait les 400 sans coup férir et le soir même, avec une incomparable maîtrise, abat 400 autres points, portant le record à 923. Le quatrième jour, devant une salle vibrante, il franchit allègrement les 77 points qui le séparent des 1000. Il poursuit ainsi, comme dans un rêve, jusqu'au 1215 éme point. »

„Um eine Vorstellung von der Meisterhaftigkeit der Spieler zu vermitteln, müssen wir das fabelhafteste Billardspiel erwähnen, dass je in die Geschichte eingegangen ist. Derjenige, der 1946 im „Salle Wagram“ in Paris dem Weltmeister Roger Conti, dem belgischen Profi François Glineur, mit seiner Technik zweifellos der größte Spieler aller Zeiten entgegenstand. Das Cadre-45/2-Match wurde mit 4000 Punkten angesetzt, 400 Punkte für jeden Spieler für fünf Tage. Da das Spiel mit Zurückhaltung begann, gab es keine Hinweise auf eine historische Serie. Am zweiten Tag hatte Conti seine 400er-Distanz mit einer Serie von 123 beendet. Am dritten Tag schaffte er die 400 ohne Pause und am selben Abend, mit einer unvergleichlichen Leistung, erzielte er 400 weitere Punkte, was den Rekord auf 923 brachte. Am vierten Tag, vor einem belebten Saal, durchbrach er glücklich die 77 Punkte, die ihn von den 1000 trennen. Er fuhr, wie im Traum, bis 1215 Punkte fort.“

1955, während eines Spiels gegen Constant Côte (Amateur-Weltmeister), im Cadre 47/1 bei einer Distanz auf 3000 Punkte gespielt, gewinnt er mit einem GD von 58,82. Ein Rekord der schwer zu schlagen war.  Der erste Spieler, der den 50er GD im Cadre 47/1 erreichte, war sein Schüler Francis Connesson mit 51,82 bei 2100 Punkten, 1982 während einer Weltmeisterschaft, aber mit Verbundbällen und nicht mit Elfenbeinbällen (diese nutzen sich mit der Zeit ab und werden unrund im Gegensatz zu den modernen Verbundbällen).
Er beendete seine Karriere 1956 mit dem Satz: „Von dem Moment an, in dem man sich etwas weniger gut schlägt, muss man die Bühne verlassen“.
Sein Schüler Conneson berichtet von Contis Beschreibung über das Billardspiel: „Billard, die echte, die einzige, reine Kombination von Sport und Kunst, die Geschicklichkeit, Maß, Wissen und Selbstbeherrschung, glühende Entschlossenheit, anhaltendes Training von Muskeln und Gehirn, Liebe zur Schönheit bei der Ausführung von Punkten und einen Sinn für Harmonie in ihrer Reihenfolge erfordert.“
Roger Conti starb in der Nacht vom 13. auf den 14. Juli 1995.

## Das Conti-System
Durch sein Mechanikstudium, aber auch seinem Talent, war er in der Lage bisher bestehende Spielsysteme, wie das von den kanadischen Brüdern entwickelte „Amerikanische Serienspiel“, weiterzuentwickeln, sondern auch ein bisher nicht bekanntes Berechnungssystem, dass sich nach den in den Banden eingelegten Diamanten richtet neu zu entwickeln. Dieses System, das dann später nach ihm benannt wurde, ist bis dato noch aktueller Lehrstoff zum Erlernen des Dreibandspiels. Conti verfasste ein Buch darüber: Billard für jedermann – Die Entdeckung des Billardspiels, übersetzt von seinem Freund Albert Poensgen.

## Erfolge
- Professionelle Dreiband-Weltmeisterschaft:  1938
- Professionelle Cadre-71/2-Weltmeisterschaft:  1933
- Professionelle Cadre-45/2-Europameisterschaft:  1924
- Professionelle Cadre-71/2-Europameisterschaft:  1936

## Rekorde
- Cadre 45/2: (500-Punkte-Spiel) 477 HS (offizieller Weltrekord).
- Cadre 45/2: (400-Punkte-Spiel) 400 HS (offizieller Weltrekord).
- Cadre 45/2: (Demonstrationsspiel) 837 HS
- Cadre 45/2: (4000 Punkte Match) 1214 HS (offizieller Weltrekord).
- Cadre 71/2: 273 HS (offizieller Weltrekord).
- Cadre 71/2: (Demonstration) 444 Serie (Serienaufzeichnung).
- Cadre 71/2 GD 40 (offizieller Weltrekord).
- Cadre 45/1: (auf 300 Punkte) 300 HS (offizieller Weltrekord).
- Cadre 47/2: (auf 3000 Punkte) Gesamtdurchschnitt 214 (offizieller Weltrekord).
- Cadre 47/2: 758 HS (offizieller Weltrekord).
- Cadre 47/1: (3000 Punkte Match) Gesamtdurchschnitt 58,82 (offizieller Weltrekord).
- Cadre 47/1: (3000 Punkte Match) 416 Serie (offizieller Weltrekord).
- Einband: (150) ED 37,5 (offizieller Weltrekord) 1957.
- Einband: HS 113 (offizieller Weltrekord) 29. März 1957.

Quellen:

## Veröffentlichungen
- Roger Conti: La Tête et le Bras. Byrrh (Impr. des ateliers A.B.C.), 1953, S. 48 (französisch, eingeschränkte Vorschau in der Google-Buchsuche).
- Roger Conti, Louis-Émile Galey: Le billard, cet inconnu! L'auteur, Paris 1957, S. 246 (französisch, babelio.com [abgerufen am 2. November 2019]).
- Roger Conti, Albert Poensgen, Erik Kiesewetter: Billard für jedermann:. Die Entdeckung des Billardspiels. 1. Auflage. Gesellschaft f. Druck u. Verlag, Viersen 1961, S. 222 (booklooker.de [abgerufen am 2. November 2019]).